# Vallée du Rhin de Strasbourg à Marckolsheim
Vallée du Rhin de Strasbourg à Marckolsheim este o arie protejată (arie de protecție specială avifaunistică — SPA) din Franța întinsă pe o suprafață de 8.784 ha, integral pe uscat.

## Localizare
Centrul sitului Vallée du Rhin de Strasbourg à Marckolsheim este situat la coordonatele 48°20′07″N 7°42′27″E / 48.33528°N 7.7075°E.

## Înființare
Situl Vallée du Rhin de Strasbourg à Marckolsheim a fost declarat arie de protecție specială avifaunistică în baza directivei 79/409 din 1979 referitoare la conservarea păsărilor sălbatice pentru a proteja 67 de specii de animale.

## Biodiversitate
Situată în ecoregiunea continentală, aria protejată nu include niciun habitat protejat.
La baza desemnării sitului se află mai multe specii protejate de  păsări (67): pitulice de apă (Acrocephalus paludicola), fluierar de munte (Actitis hypoleucos), pescăruș albastru (Alcedo atthis), rață sulițar (Anas acuta), rață lingurar (Anas clypeata), rață pitică (Anas crecca), rață fluierătoare (Anas penelope), rață mare (Anas platyrhynchos), rață pestriță (Anas strepera), gârliță mare (Anser albifrons), gâscă cenușie (Anser anser), gâscă de semănătură (Anser fabalis), stârc cenușiu (Ardea cinerea), stârc roșu (Ardea purpurea), rață-cu-cap-castaniu (Aythya ferina), rața moțată (Aythya fuligula), Aythya marila, buhai de baltă (Botaurus stellaris), Bucephala clangula, fugaci de țărm (Calidris alpina), fugaci mic (Calidris minuta),  prundaș gulerat mic (Charadrius dubius), chirighiță neagră (Chlidonias niger), barză albă (Ciconia ciconia), erete de stuf (Circus aeruginosus), erete vânăt (Circus cyaneus), Cygnus columbianus bewickii, lebădă de iarnă (Cygnus cygnus), lebădă de vară (Cygnus olor), ciocănitoarea de stejar (Dendrocopos medius), ciocănitoare neagră (Dryocopus martius), egretă albă (Egretta alba), șoim călător (Falco peregrinus), lișiță (Fulica atra), becațină comună (Gallinago gallinago), găinușă de baltă (Gallinula chloropus), cufundar polar (Gavia arctica), cufundar mare (Gavia immer), cufundar mic (Gavia stellata), codalb (Haliaeetus albicilla), sfrâncioc roșiatic (Lanius collurio), pescăruș sur (Larus canus), Larus michahellis, pescăruș mic (Larus minutus), pescăruș râzător (Larus ridibundus), rață catifelată (Melanitta fusca), ferestraș mic (Mergus albellus), ferestrașul mare (Mergus merganser), gaia neagră (Milvus migrans), gaia roșie (Milvus milvus), rață cu ciuf (Netta rufina), culic mare (Numenius arquata), stârc de noapte (Nycticorax nycticorax), vultur pescar (Pandion haliaetus), viespar (Pernis apivorus), cormoran mare (Phalacrocorax carbo), bătăuș (Philomachus pugnax), ciocănitoare verzuie (Picus canus), corcodel mare (Podiceps cristatus), corcodel-cu-gât-roșu (Podiceps grisegena), cristei de baltă (Rallus aquaticus), chiră de baltă (Sterna hirundo), corcodel mic (Tachybaptus ruficollis), fluierar de mlaștină (Tringa glareola), fluierar cu picioare verzi (Tringa nebularia), fluierarul de zăvoi (Tringa ochropus), nagâț (Vanellus vanellus).
Pe lângă speciile protejate, pe teritoriul sitului au mai fost identificate 15 specii de plante, 30 de specii de păsări, 4 specii de amfibieni, 1 specie de mamifere.